# Đạo Hướng đạo
Đạo Hướng đạo (Scout District) là một phân cấp hành chánh trong một số tổ chức Hướng đạo và Nữ Hướng đạo trên thế giới. Đạo có trách nhiệm cung ứng các chương trình hoạt động và hỗ trợ cho các Liên đoàn Nam và Nữ Hướng đạo địa phương mặc dù cơ cấu và quan hệ chính xác của một Đạo có thay đổi theo từng quốc gia.

## Hướng đạo Việt Nam
Thuật từ "Scout District" trong tiếng Anh có nghĩa tiếng Việt là quận Hướng đạo hay huyện Hướng đạo. Một đạo của Hướng đạo Việt Nam theo ý tưởng là một đơn vị bao trùm một vùng địa giới tương đương với một đơn vị hành chánh cấp huyện của Việt Nam. Trên thực tế thì không hoàn toàn đúng như vậy vì Hướng đạo Việt Nam trước năm 1975 chỉ phát triển ở các khu vực thành thị và tỉnh lị, có thể vì chiến tranh nên Hướng đạo Việt Nam không phát triển đến các vùng nông thôn.
Một số đạo Hướng đạo Việt Nam trước năm 1975 đã lấy tên của đơn vị hành chánh cấp huyện của mình, thí dụ như Đạo Tân Bình (tỉnh Gia Định). Có một số đạo lấy tên của tỉnh như Đạo Daklak, Đạo Khánh Hòa, Đạo Phú Yên. Cũng có Đạo lấy tên của các địa danh như Đạo Hoa Lư, Đạo Hạ Long, Đạo Tây Hồ...
Một đạo Hướng đạo Việt Nam bao gồm nhiều liên đoàn Hướng đạo và đến lượt đạo Hướng đạo nằm dưới quyền điều hành của một châu Hướng đạo Việt Nam. Hướng đạo Việt Nam ở hải ngoại hiếm khi nếu không muốn nói là không có đơn vị cấp đạo.
Hiện nay tại Việt Nam có các đơn vị cấp đạo được biết như sau : Đạo Cần Thơ, Đạo Xuân Hòa (Xuân Lộc, Đồng Nai), Đạo Bắc Đẩu và Đạo An Hải (Đà Nẵng), Đạo Biển Đông, Đạo Tân Định, Đạo Đông thành Gia Định, Đạo Phiên An, Đạo Cửu Long... (Thành phố Hồ Chí Minh).
Đạo Xuân Hòa gồm nhiều liên đoàn trải đều trên nhiều địa phương. Một liên đoàn tập trung ở khu vực công viên Hoàng Văn Thụ; một liên đoàn ở Gò Vấp; một liên đoàn ở Thủ Đức, Quận 9 và Quận 12; khoảng 3 liên đoàn ở Xuân Lộc, Đồng Nai. Trong kì trại Về Nguồn lần thứ 5 tổ chức năm 2007, số lượng HDS được thống kê gần 500 người. Từ khi Đạo Xuân Hòa tái hoạt động đến nay đã được hơn 20 năm và tổ chức được 5 trại Về Nguồn.

## Anh
Hội Hướng đạo hiện có 854 đạo khắp Vương quốc Liên hiệp Anh và Bắc Ireland. Mỗi đạo có trách nhiệm cung cấp chương trình và hỗ trợ cho các liên đoàn Hướng đạo thành viên. Đạo đến lượt mình được một châu Hướng đạo (Scout County) hỗ trợ.
Trung bình thì một đạo gồm có 10 liên đoàn mang chương trình Hướng đạo đến các thành viên tuổi từ 6 đến 14 tuổi. Các liên đoàn cũng có thể có một số đơn vị Kha sinh  (Explorer Scout) cho các thành viên từ 14 đến 18 tuổi, và các đơn vị Tráng sinh (Scout Network) cho thành viên từ 18 đến 25 tuổi.
Mỗi Đạo có một Ủy viên Đạo (District Commissioner) lãnh đạo. Ủy viên này có thể bổ nhiệm một đội gồm có các Phó Ủy viên Đạo. Theo ý tưởng thì một Phó Ủy viên sẽ được bổ nhiệm cho mỗi ngành như Nhi (Beaver Scout), Ấu (Cub Scout) và Thiếu (Scout) để tiếp tay hỗ trợ và liên lạc giữa các ngành trong các liên đoàn Hướng đạo khác. Các vị trí Phó Ủy viên khả dĩ gồm có cho các hoạt động và các bổn phận linh tinh, nhưng các vị trí khác cũng có thể được tạo ra nếu Ủy viên Đạo thấy cần.
Nếu có các đơn vị Kha sinh trong đạo thì sẽ có một Ủy viên Đạo ngành Kha trông coi chương trình và hỗ trợ lứa tuổi này.
Ngoài ban thành viên đồng phục, đạo Hướng đạo cũng có một bộ phận hành chánh điều hành về tài chánh của đạo và hoạt động như một ủy ban chèo chống để quyết định xem hỗ trợ các liên đoàn như thế nào.
Hội Nữ Hướng đạo Vương quốc Anh cũng dùng hệ thống đạo như một phần trong tổ chức của mình. Các đạo thuộc Hội Nữ Hướng đạo Vương quốc Anh không nhất thiết có cùng địa giới như đồng nhiệm Hội Hướng đạo.

## Hoa Kỳ
Cả Hội Nam Hướng đạo Mỹ và Hội Nữ Hướng đạo Mỹ có các bộ phận hành chánh cấp đạo.